# Rajon Homel

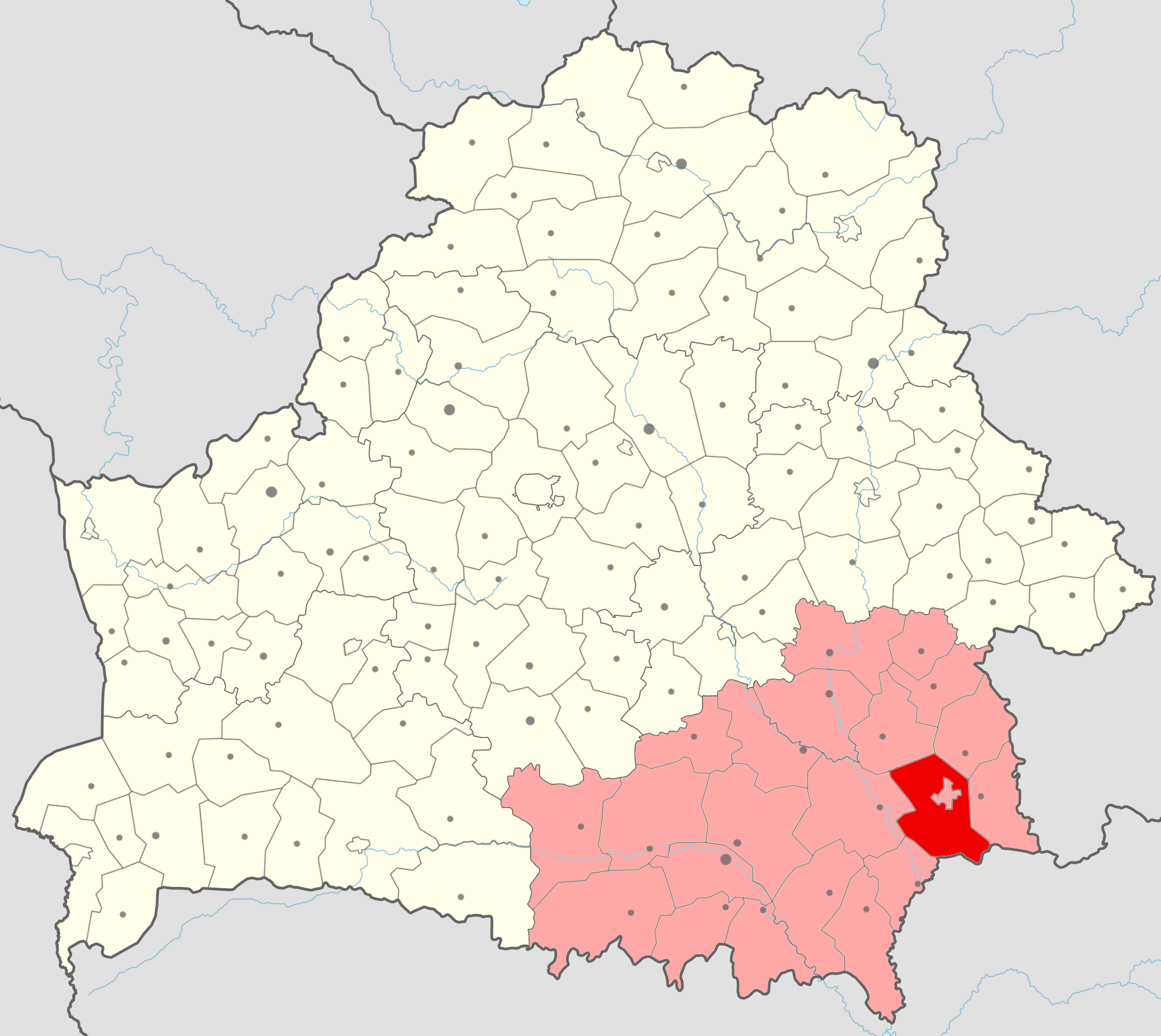
Rajon Homel, Karte

Der Rajon Homel (belarussisch Гомельскі раён, russisch Гомельский район) ist eine Verwaltungseinheit in der Homelskaja Woblasz in Belarus mit dem administrativen Zentrum in der Stadt Homel. Der Rajon hat eine Fläche von 2000 km² und umfasst 186 Ortschaften.

## Geographie
Der Rajon Homel liegt im Südosten von Belarus. Die Nachbarrajone sind im Osten Buda-Kaschaljowa, im Nordosten Wetka, im Osten Dobrusch, im Südwesten Lojeu und im Westen Retschyza.
Die größten Flüsse sind Sosch mit den Nebenflüssen Ipuz, Wuz, Zjarucha und Usa.

## Geschichte
Das Gebiet, das heute die Oblast Homel bildet, einschließlich des Rajons Homel, weist eine lange Geschichte menschlicher Besiedlung auf, mit archäologischen Funden aus dem mittleren Paläolithikum (100.000–40.000 v. Chr.). Die Stadt Homel, das Verwaltungszentrum, wurde erstmals 1142 als „Gomij“ in der Hypatianischen Chronik erwähnt. Um 1335 wurde Homel Teil des Großfürstentums Litauen. Der Rajon entwickelte sich als Verwaltungseinheit über verschiedene historische Epochen hinweg, darunter als Teil der Polnisch-Litauischen Adelsrepublik, des Russischen Kaiserreichs und der Sowjetunion. Die Region war besonders stark vom Zweiten Weltkrieg betroffen und erlitt später, infolge der Nuklearkatastrophe von Tschernobyl 1986, Schäden durch radioaktive Kontamination.